# Katastrofa górnicza w Nowokuźniecku
Katastrofa górnicza w Nowokuźniecku – 19 marca 2007 o godz. 10:19 czasu lokalnego w Kopalni Węgla Kamiennego Uljanowskaja (ros. Ульяновская) w okolicach miasta Nowokuźnieck w rosyjskim obwodzie kemerowskim na Syberii doszło do wybuchu prawdopodobnie metanu, jednak eksperci także nie wykluczają możliwości, że mógł eksplodować pył węglowy. W wyniku katastrofy według potwierdzonych danych zginęło 108 górników. Do katastrofy doszło, gdy komisja techniczna na głębokości 270 metrów kontrolowała funkcjonowanie aparatury pomiarowej mierzącej stężenie metanu.
W momencie wybuchu w kopalni znajdowały się 203 osoby. 93 zdołano wyprowadzić na powierzchnię, w tym 3 zostały hospitalizowane. Los czterech jest nieznany. Wiadome jest, że wśród ofiar wybuchu jest około 20 przedstawicieli kierownictwa kopalni – w tym jej wicedyrektorzy, główny inżynier, a także główny mechanik. Poza Rosjanami w kopalni w wyniku wybuchu zginął jeden cudzoziemiec – Brytyjczyk Ian Robertson z brytyjsko-niemieckiej firmy International Mining Consultancy, która prowadziła audyt zasobów węgla. W akcji ratunkowej brało udział około 350 ratowników górniczych.
Była to największa katastrofa górnicza w historii Rosji. Dotychczas najtragiczniejsze skutki miał wybuch metanu 2 grudnia 1997 roku w kopalni Zyrianowskaja w obwodzie kemerowskim – wówczas zginęło 67 górników.

## Żałoba
W związku z tą katastrofą oraz wcześniejszymi (pożar w Domu Opieki Społecznej, katastrofa samolotu Tu-134), prezydent Władimir Putin ogłosił 21 marca 2007 (środa) dniem żałoby narodowej w całej Federacji Rosyjskiej.
Trzydniową żałobę w dniach 22–24 marca 2007 ogłosiły także władze obwodu kemerowskiego, na terenie którego znajduje się kopalnia.